# Правосудие (телесериал, 2010)
«Правосудие» (англ. Justified) — американский телевизионный сериал в жанре криминальной драмы. Он основан на рассказе Элмора Леонарда «Приготовиться, взрываю!», опубликованном в 2000 году. Главный герой сериала — современный помощник маршала США Рейлан Гивенс, обладающий многими чертами законника XIX века. Действие сериала разворачивается в штате Кентукки. Премьера сериала состоялась 16 марта 2010 года на американском канале FX. 20 января 2015 года начался показ шестого и финального сезона.
Сериал «Правосудие» был высоко оценён критиками и за первые три сезона получил семь номинаций на премию «Эмми». В 2011 году Марго Мартиндейл получила «Эмми» за лучшую роль второго плана, в 2012 году Джереми Дэвис был отмечен премией в номинации «Лучший приглашённый актёр в драматическом телесериале».
В 2023 году вышло 8-серийное продолжение сериала под названием «Правосудие: Первобытный город».

## Сюжет
Маршал Рейлан Гивенс — современный страж правопорядка, действующий в стиле законников XIX века. Он — герой-одиночка в ковбойской шляпе, отличный стрелок с собственными понятиями о правосудии, что делает его головной болью как для преступников, так и для собственного начальства. В первой серии Гивенса переводят из Майами, где он застрелил одного из крупных криминальных боссов, в родной для него Кентукки. Рейлан сталкивается с друзьями детства и отцом, которые теперь живут по другую сторону закона, а также со своей бывшей женой Вайноной, к которой у него сохранились чувства.

## Актёры и персонажи
Тимоти Олифант играет главную роль — маршала Рейлана Гивенса. Элмор Леонард отметил, что Олифант идеально вписался в образ придуманного им героя. В 2011 году Олифант был номинирован на премию «Эмми» за лучшую мужскую роль. Роль начальника Рейлана, шефа Арта Маллена, исполнил Ник Сирси. Джейкоб Питтс и Эрика Тейзел играют маршалов Тима Гаттерсона и Рейчел Брукс, которые во многих сериях выступают напарниками Рейлана. Джоэль Картер играет Эву Краудер, местную красавицу, застрелившую своего мужа-преступника, с которой у Рейлана завязывается роман. Роль Вайноны Хокинс, бывшей жены Рейлана, исполнила Натали Зиа. Уолтон Гоггинс играет Бойда Краудера, старого приятеля Рейлана, который впадает в крайности — от лидерства в неонацистской группировке до праведного главы религиозной общины. Актёрское исполнение Гоггинса было отмечено номинацией на премию «Эмми» за лучшую мужскую роль второго плана в 2011 году.

### В главных ролях
- Тимоти Олифант — маршал Рейлан Гивенс (78 эпизодов)
- Ник Сирси — маршал Арт Маллен (78 эпизодов)
- Джоэль Картер — Эва Краудер (78 эпизодов)
- Джейкоб Питтс — маршал Тим Гаттерсон (78 эпизодов)
- Эрика Тэйзел — маршал Рейчел Брукс (78 эпизодов)
- Уолтон Гоггинс — Бойд Краудер (74 эпизода)
- Натали Зиа — Вайнона Хокинс (49 эпизодов)

### Второстепенный состав
- Джери Бернс — Уинн Даффи (46 эпизодов)
- Дэвид Мюнье — Джонни Краудер (39 эпизодов)
- Джонатан Ковальски — Майк (32 эпизода)
- Рик Гомес — прокурор Дэвид Васкес (23 эпизода)
- Рэймонд Дж. Барри — Арло Гивенс, отец Рейлана (23 эпизода)
- Джесси Люкен — Джимми Толан (23 эпизода)
- Дэймон Херриман — Дьюи Кроу (22 эпизода)
- Джереми Дэвис — Дикки Беннетт (20 эпизодов)
- Джастин Уэлборн — Карл (19 эпизодов)
- Майкелти Уильямсон — Элстин Лаймхаус (18 эпизодов)
- Кейтлин Девер — Лоретта Маккриди (17 эпизодов)
- Эбби Миллер — Эллен Мэй (16 эпизодов)
- Джим Бивер — Шелби Парлоу (14 эпизодов)
- Уильям Грегори Ли — Ник Муни (14 эпизодов)
- Майкл Рапапорт — Дэрил Кроу (13 эпизодов)
- Мэри Стинберджен — Кэтрин Хейл (13 эпизодов)
- Нил Макдонаф — Роберт Куорлз (12 эпизодов)
- Рон Элдард — Колтон Роудс (12 эпизодов)
- Сэм Эллиотт — Эвери Маркхем (12 эпизодов)
- Марго Мартиндейл — Мэгс Беннетт (10 эпизодов)
- Джейкоб Лофленд — Кендал Кроу (10 эпизодов)
- Алисия Уитт — Венди Кроу (10 эпизодов)
- Эми Смарт — Эллисон (9 эпизодов)
- Гаррет Диллахант — Тай Уокер (8 эпизодов)
- Каролина Выдра — Мара Пакстон (5 эпизодов)
- Дейл Дикки — Джудит (4 эпизода)
- Эрик Робертс — агент Миллер (1 эпизод)

## Награды и номинации
- 2010 — номинация на прайм-таймовую премию «Эмми» за лучшую оригинальную музыкальную тему.
- 2011 — прайм-таймовая премия «Эмми» за лучшую женскую роль второго плана в драматическом сериале (Марго Мартиндейл), а также 3 номинации: лучшая мужская роль в драматическом сериале (Тимоти Олифант), лучшая мужская роль второго плана в драматическом сериале (Уолтон Гоггинс), лучший приглашённый актёр в драматическом сериале (Джереми Дэвис).
- 2011 — две премии «Спутник» за лучший драматический сериал и за лучшую мужскую роль в драматическом сериале (Тимоти Олифант), а также две номинации за лучшую мужскую роль второго плана в сериале или телефильме (Уолтон Гоггинс) и за лучшую женскую роль второго плана в сериале или телефильме (Марго Мартиндейл).
- 2011 — премия «Выбор телевизионных критиков» за лучшую женскую роль второго плана в драматическом сериале (Марго Мартиндейл), а также 3 номинации: лучший драматический сериал, лучшая мужская роль в драматическом сериале (Тимоти Олифант), лучшая мужская роль второго плана в драматическом сериале (Уолтон Гоггинс).
- 2011 — премия Пибоди.
- 2011 — номинация на премию Гильдии сценаристов США за лучший новый сериал.
- 2012 — прайм-таймовая премия «Эмми» лучшему приглашённому актёру в драматическом сериале (Джереми Дэвис), а также номинация за лучшую работу художника-постановщика (за эпизод «Cut Ties»).
- 2012 — премия «Спутник» за лучшую мужскую роль второго плана в сериале или телефильме (Нил Макдонаф), а также две номинации за лучший драматический сериал и за лучшую мужскую роль в драматическом сериале (Тимоти Олифант).
- 2012 — премия Американского института кино в категории «Телепрограмма года».
- 2012 — номинация на премию Эдгара Аллана По за лучшую телевизионную постановку (Бенджамин Кавелл за эпизод «The Life Inside»).
- 2012 — три номинации на премию «Выбор телевизионных критиков»: лучшая мужская роль в драматическом сериале (Тимоти Олифант), лучшая мужская роль второго плана в драматическом сериале (Нил Макдонаф), лучший приглашённый актёр в драматическом сериале (Джере Бёрнс).
- 2013 — номинация на премию Эдгара Аллана По за лучшую телевизионную постановку (Фред Голан за эпизод «Slaughterhouse»).
- 2013 — три номинации на премию «Выбор телевизионных критиков»: лучшая мужская роль в драматическом сериале (Тимоти Олифант), лучшая мужская роль второго плана в драматическом сериале (Уолтон Гоггинс), лучший приглашённый актёр в драматическом сериале (Джим Бивер).
- 2014 — номинация на прайм-таймовую премию «Эмми» за лучшую работу художника-постановщика (за эпизоды «A Murder of Crowes», «Wrong Roads» и «The Toll»).
- 2014 — номинация на премию «Выбор телевизионных критиков» за лучшую мужскую роль второго плана в драматическом сериале (Уолтон Гоггинс).
- 2015 — премия «Выбор телевизионных критиков» лучшему приглашённому актёру в драматическом сериале (Сэм Эллиотт), а также 4 номинации: лучший драматический сериал, лучшая мужская роль в драматическом сериале (Тимоти Олифант), лучшая мужская роль второго плана в драматическом сериале (Уолтон Гоггинс), лучшая женская роль второго плана в драматическом сериале (Джоэль Картер).